# Джеферсън (окръг, Уисконсин)
Вижте пояснителната страница за други населени места с името Джеферсън.
Окръг Джеферсън (на английски: Jefferson County) е окръг в щата Уисконсин, Съединени американски щати. Площта му е 1510 km², а населението - 84 900 души (1 април 2020). Административен център е град Джеферсън.